# ホンダ・L700

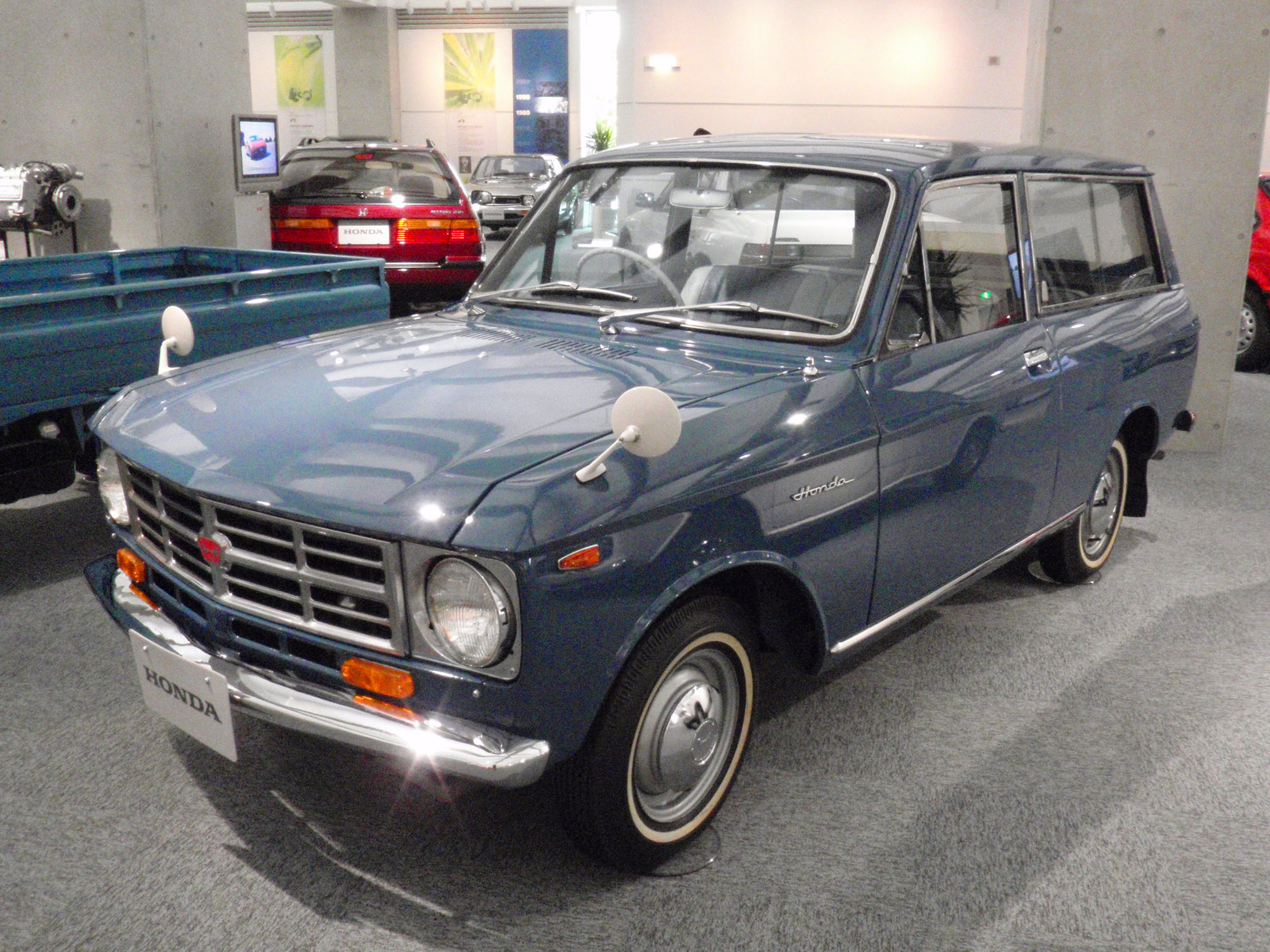
L700

L700（エルななひゃく）は、本田技研工業がかつて生産していたライトバン型の小型商用車である。
本稿では、L700と共に設計されたP700や、その発展型のL800およびP800に加え、L700を元に試作された乗用車であるN800についても記述する。

## 概要
1965年9月に発売された商用車で、キャッチコピーは「高速時代のライトバン」。特徴としてはS600用をベースに開発されたL700E型 687cc 水冷直4DOHCエンジン（52馬力、シングルキャブレター）や、フロントサスペンションに日本車初のストラット式を採用したことなど、当時としては技術的に高度な設計を採っていたことが挙げられる。駆動方式は後輪駆動である。また、ボディ形式は2ドア＋テールゲートの3ドアであり、構造的にはモノコックではなく、独立したフレームを持っている。
1965年11月には兄弟車としてピックアップトラック版のP700が発売されている。
しかし、当時最も一般的な小型貨物車であったダットサントラックの取り扱いに慣れていたユーザーには、あまりにも高回転型かつピーキーな性格のエンジン特性が嫌われ、販売面では大きく苦戦した。翌年には市場での競争力向上のためS800用のAS800E型 791cc エンジンをシングルキャブレターで58馬力にデチューンしたL800E型エンジンに換装したL800、P800に発展したが、売れ行きを挽回することはできず、1968年に生産を終了し短命に終わった。
販売台数が極めて少なかったことやアルミを多用したエンジンのために解体された個体が多いこと、当時から人気の高かったS600、S800の部品取りにされる事が多くあったという要因が重なり、Pシリーズおよび700･800をまとめても現存する個体は数える程しかなく、大変な希少車となっている。
前輪に採用されたストラット式サスペンションは、一般的には日本初とされる初代トヨタ・カローラに先んじているが、販売台数が非常に少ないため、広く知られてはいない。また、独立したフレームを持ったボディ構造でありながら、ダンパーとコイルスプリングを分離させたため、トーションバー・スプリングを用いた他社の車と異なり、サスペンション保持部が大きくせりあがった、特異なフレーム形状となっている。リアサスペンションは当時ごく一般的だったリーフ式リジッドであった。
グレードはスタンダードのL700とデラックス仕様のLM700があり、LMではホワイトタイヤ、2段階ワイパー、熱線吸収ガラス、ラジオ、ヒーター、ウィンドゥウオッシャーなどが標準装備されていた。一方、P700では、ピックアップトラックという性格からか、Lシリーズと比べて装備品は非常に簡素なものとなっており、ラジオはおろかヒーター、シートベルト等も省略されておりオプションであった。
L700では、オプション部品としてクオーターウインドウの保護棒や、点検灯、ヘビーデューティー・リーフスプリング、ナンバーブラケットが用意されており、当時のホンダの力の入れ方がうかがえる。また、P700では、荷台部分にターポリン製のホンダ純正の幌（ホロ）および枠が用意されていたが、販売台数の少なさからして、これらの部品は既に現存していないものと思われる。

## N800
N800は、L700をベースに開発された4人乗り乗用車で1965年10月に開催された、第12回東京モーターショーに参考出品された。
ボディサイズは、全長3,720mm、全幅1,465mm、全高1,330mm、ホイールベース2,245mmで、最高速度は150km/hと公表されていた。
ボディ前半はL700とほぼ同じデザインであったが、後半は独立したトランクを持った2ドアクーペに改装されていた。またサイドウインドウは前後ともに巻き上げ式であり、センターピラーの無い、いわゆるハードトップ形式を採っていた。構造的にはセミ・モノコック式である。
エンジンはS800と基本的に共通の791ccであるが、2連キャブレターで65馬力にデチューンしたものを搭載され、駆動方式は後輪駆動である。
サスペンションは前輪はL700と共通だが、後輪はスイングアクスル式の独立懸架であった。
しかし、当時のホンダの企業規模や市場性を勘案した藤沢武夫副社長（当時）の一声で市販化は見送られた。
N800のホイールハブは、ベースとなったL700/L800/P700/P800用（4穴）とは異なり、S500/S600/S800用と共通の5穴であり、S500/S600/S800同様アルフィン式の総輪ドラムブレーキ（前：ツーリーディング、後：リーディングトレーリング）が採用されていた。